# ナジュラーン首長国

ナジュラーン首長国
إمارة نجران

ナジュラーン首長国は、1633年から1934年までの間、現在のサウジアラビアのナジュラーンに存在した国家である。ナジュラーン首長国は1633年にイエメンを宗主国として成立したが、後にオスマン帝国の影響下に入った。